# سكوري (تكساس)
سكوري (بالإنجليزية: Scurry)‏ هي مدينة أمريكية تقع في ولاية تكساس.ويبلغ عدد سكانها 644 نسمة حسب إحصاء سنة 2010 م.